# 타그빌라란 공항

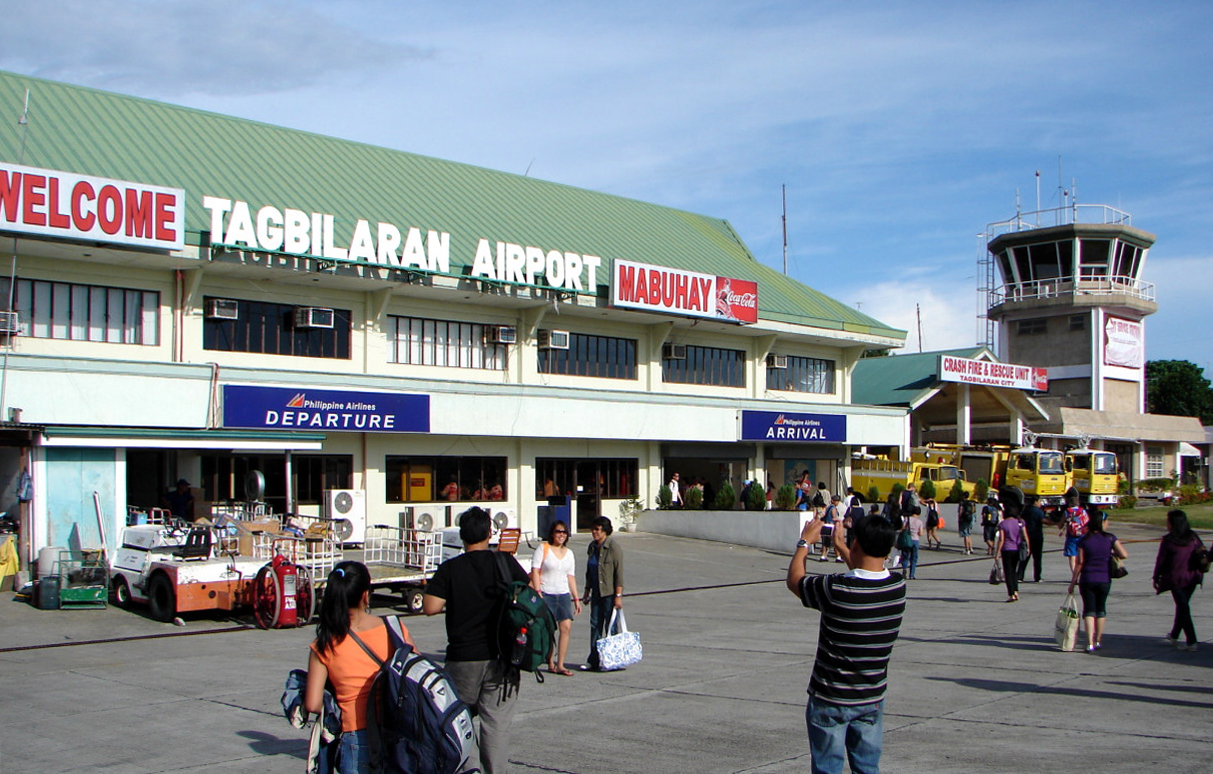
타그빌라란 공항 (2009년)

타그빌라란 국제공항(IATA: TAG, ICAO: RPVT, 영어: Bohol–Panglao International Airport, 세부아노어: Tugpahanan sa Tagbilaran, 필리핀어: Paliparan ng Tagbilaran)은 필리핀 보홀주 타그빌라란에 있던 공항이었다. 이 공항 은 1960년대에 건설되어 개장한 후 2018년 11월 27일에 정기 여객 서비스를 중단하고 새로운 보홀 팡라오 국제공항으로 대체되었다.